# Ulrike Holzner
Ulrike Holzner (Magonza, 18 settembre 1968) è un'ex bobbista tedesca.

## Biografia
Ai XIX Giochi olimpici invernali (edizione disputatasi nel 2002 a Salt Lake City, Stati Uniti d'America) vinse la medaglia d'argento nel Bob a 2 con la connazionale Sandra Prokoff partecipando per la nazionale tedesca, venendo superate da quella statunitense a cui andò la medaglia d'oro. 
Il tempo totalizzato fu di 1:38,06, con un breve distacco dalla prima classificata, 1:37,76 il loro tempo. Inoltre ai campionati mondiali vinse una medaglia d'argento nel 2003, nel bob a due.